# 매솟
매솟은 태국 서부에 있는 도시로, 서쪽으로 미얀마와 국경을 공유하고 있다. 그것은 무역 중심지로서 그리고 버마 이주민들과 난민들의 상당한 인구로 유명하다. 시는 딱주에서 87km, 방콕에서 492km 떨어져 있는 딱주의 일부다. 매솟 구의 지구본부의 본거지로서, 태국과 버마의 주요 관문이다. 그 결과, 그것은 보석과 티크를 거래하는 것뿐만 아니라 인신매매와 마약과 같은 암시장 서비스로도 악명을 얻었다.

## 역사
1937년 매솟은 지역 행정으로, 보통 마을 촌장 또는 촌장 ( ผู้ใหญ่บ้าน phu yai ban )이라고 불리는 우두머리에 의해 관리되었는데, 그 당시 인구는 대략 12,000명이었다. 1939년 9월 30일, 매솟은 시로 제정되어 27개 마을을 통치하였다. 2010년에 시로 승격되었다.,  당시 인구는 약 12,000 명이었다.

## 지리학
인접 지역은 북쪽의 매파땀본 행정조직(TAO), 남쪽으로는 매타오(TAO), 동쪽으로는 파다덩(TAO), 서쪽으로는 타사이 루아트 준구(TAO) 등이 있다.

## 경제

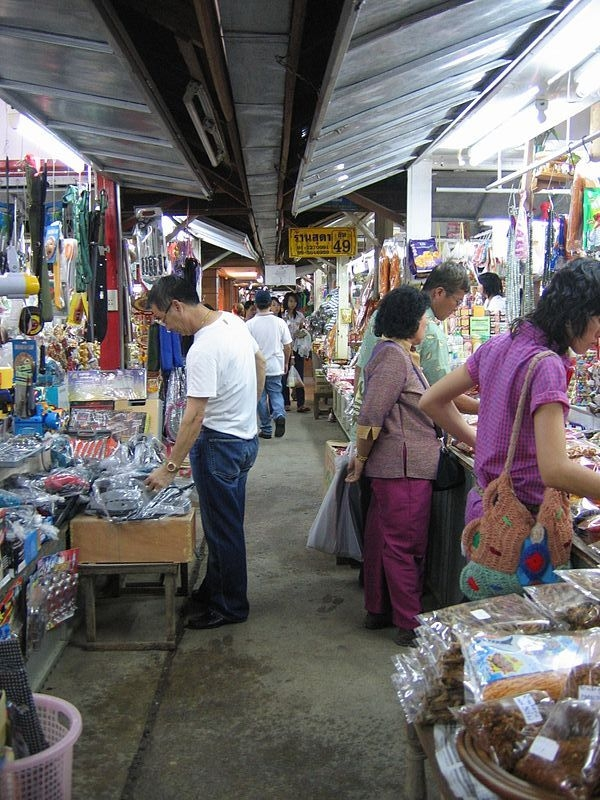
림 모에 시장

버마와의 무역은 매솟의 경제에서 가장 큰 부분을 차지한다. 그것은 보석 도매와 티크 같은 상품 시장을 가지고 있다. 이 마을의 서비스 산업은 대부분 이 지역 전역의 땀 가게와 공장에서 일하는 버마 이민자들의 지원을 받고 있다. 이 마을은 또한 불법 밀수, 인신매매, 마약의 암거래로 고통 받고 있다. 태국-마얀마 우정의 다리는 버마와의 무역을 위한 주요 관문이다. 중앙 매소트에서 서쪽으로 몇 킬로미터 떨어진 국경 지역에는 수입품과 목공품을 취급하는 림 모에 시장이 포함된다.
군정 지도자 겸 총리인 Prayut Chan-o-cha(프라유트 찬오차) 장군은 2015년 5월 임시헌장 44절에 의거하여 자신의 권한을 발동하여 매솟의 타사이 루아트 지구(SEZ)에 있는 왕타키안 지역을 경제특구(SEZ)로 선포했다. 현재 계획은 타사이 루아트의 거의 2,200개의 땅을 SEZ로 바꾸는 것이다. 정부는 실향민들에게 건포 한 마리에 7천에서 12만 바트 정도의 보상금을 지급하고 탁의 또 다른 지역에 있는 마을 사람들을 정착시키겠다고 제안했다. 2016년 7월 현재 매솟 땅 한 곳의 시세는 100만 바트 가까이 올라 마을 주민들은 이 제안을 거절하고 있다.

## 기후
매솟은 열대 사바나 기후(쾨펜의 기후 구분)를 가지고 있다. 겨울은 건조하고, 매우 따뜻하다. 기온은 4월까지 올라 하루 평균 최고기온이 36.8°C(98.2°F)로 매우 덥다. 장마는 5월부터 10월까지 계속되며, 밤은 따뜻하지만 낮에는 폭우가 내리고 다소 서늘한 기온을 보인다.
| Mae Sot (1981–2010)의 기후                                                                       | Mae Sot (1981–2010)의 기후 | Mae Sot (1981–2010)의 기후 | Mae Sot (1981–2010)의 기후 | Mae Sot (1981–2010)의 기후 | Mae Sot (1981–2010)의 기후 | Mae Sot (1981–2010)의 기후 | Mae Sot (1981–2010)의 기후 | Mae Sot (1981–2010)의 기후 | Mae Sot (1981–2010)의 기후 | Mae Sot (1981–2010)의 기후 | Mae Sot (1981–2010)의 기후 | Mae Sot (1981–2010)의 기후 | Mae Sot (1981–2010)의 기후 |
| 월                                                                                               | 1월                        | 2월                        | 3월                        | 4월                        | 5월                        | 6월                        | 7월                        | 8월                        | 9월                        | 10월                       | 11월                       | 12월                       | 연간                       |
| ------------------------------------------------------------------------------------------------ | -------------------------- | -------------------------- | -------------------------- | -------------------------- | -------------------------- | -------------------------- | -------------------------- | -------------------------- | -------------------------- | -------------------------- | -------------------------- | -------------------------- | -------------------------- |
| 역대 최고 기온 °C (°F)                                                                           | 35.4 (95.7)                | 38.5 (101.3)               | 40.3 (104.5)               | 41.1 (106.0)               | 41.6 (106.9)               | 36.6 (97.9)                | 35.6 (96.1)                | 35.4 (95.7)                | 35.8 (96.4)                | 38.7 (101.7)               | 36.5 (97.7)                | 35.7 (96.3)                | 41.6 (106.9)               |
| 일평균 최고 기온 °C (°F)                                                                         | 31.6 (88.9)                | 34.0 (93.2)                | 35.8 (96.4)                | 36.8 (98.2)                | 34.1 (93.4)                | 31.4 (88.5)                | 30.5 (86.9)                | 30.3 (86.5)                | 31.5 (88.7)                | 32.2 (90.0)                | 31.5 (88.7)                | 30.4 (86.7)                | 32.5 (90.5)                |
| 일일 평균 기온 °C (°F)                                                                           | 22.4 (72.3)                | 24.5 (76.1)                | 27.2 (81.0)                | 29.1 (84.4)                | 27.9 (82.2)                | 26.3 (79.3)                | 25.8 (78.4)                | 25.6 (78.1)                | 26.2 (79.2)                | 26.1 (79.0)                | 24.4 (75.9)                | 22.0 (71.6)                | 25.6 (78.1)                |
| 일평균 최저 기온 °C (°F)                                                                         | 15.3 (59.5)                | 16.7 (62.1)                | 19.8 (67.6)                | 23.1 (73.6)                | 23.9 (75.0)                | 23.6 (74.5)                | 23.2 (73.8)                | 23.1 (73.6)                | 23.2 (73.8)                | 22.3 (72.1)                | 19.2 (66.6)                | 15.5 (59.9)                | 20.7 (69.3)                |
| 역대 최저 기온 °C (°F)                                                                           | 7.6 (45.7)                 | 9.4 (48.9)                 | 11.8 (53.2)                | 17.6 (63.7)                | 19.5 (67.1)                | 21.5 (70.7)                | 20.9 (69.6)                | 20.6 (69.1)                | 19.3 (66.7)                | 15.3 (59.5)                | 8.4 (47.1)                 | 4.5 (40.1)                 | 4.5 (40.1)                 |
| 평균 강우량 mm (인치)                                                                            | 1.7 (0.07)                 | 8.2 (0.32)                 | 15.5 (0.61)                | 44.8 (1.76)                | 174.2 (6.86)               | 255.4 (10.06)              | 329.0 (12.95)              | 321.7 (12.67)              | 185.4 (7.30)               | 102.1 (4.02)               | 23.7 (0.93)                | 5.9 (0.23)                 | 1,467.6 (57.78)            |
| 평균 강우일수                                                                                    | 0.6                        | 0.8                        | 2.0                        | 5.2                        | 17.0                       | 25.1                       | 26.7                       | 26.6                       | 20.5                       | 12.2                       | 3.2                        | 0.8                        | 140.7                      |
| 평균 상대 습도 (%)                                                                               | 72                         | 64                         | 61                         | 64                         | 76                         | 84                         | 86                         | 87                         | 85                         | 82                         | 77                         | 74                         | 76                         |
| 평균 월간 일조시간                                                                               | 275.9                      | 259.9                      | 275.9                      | 243.0                      | 158.1                      | 57.0                       | 58.9                       | 58.9                       | 108.0                      | 179.8                      | 219.0                      | 275.9                      | 2,170.3                    |
| 평균 일일 일조시간                                                                               | 8.9                        | 9.2                        | 8.9                        | 8.1                        | 5.1                        | 1.9                        | 1.9                        | 1.9                        | 3.6                        | 5.8                        | 7.3                        | 8.9                        | 6.0                        |
| 출처 1: Thai Meteorological Department                                                           |                            |                            |                            |                            |                            |                            |                            |                            |                            |                            |                            |                            |                            |
| 출처 2: Office of Water Management and Hydrology, Royal Irrigation Department (sun and humidity) |                            |                            |                            |                            |                            |                            |                            |                            |                            |                            |                            |                            |                            |